# Hadena egregia
Hadena egregia là một loài bướm đêm trong họ Noctuidae.